# James Thornhill

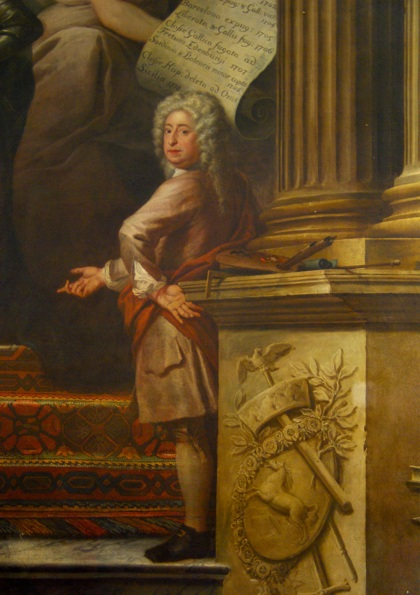
Selbstporträt in der großen Halle (Painted Hall) des Old Royal Naval College (Greenwich Hospital)

Sir James Thornhill (* 25. Juli 1675 in Melcombe Regis, Dorset; † 13. Mai 1734 bei Weymouth) war ein englischer Maler und Radierer.

## Leben
Thornhill war ein Sohn von Walter Thornhill aus Wareham und dessen Frau Mary (geborene Sydenham), die älteste Tochter von William Sydenham, Gouverneur von Weymouth und Nichte des Arztes Thomas Sydenham. Da der Vater sein Vermögen aufgebraucht hatte, schickte er Thornhill als Jungen zu seinem Großonkel Dr. Sydenham nach London. Dieser brachte ihn als Schüler bei Thomas Highmore (1660–1720) unter, dem Hofmaler des Königs, der aus Dorsetshire stammte und ein Verwandter der Familie war. Er war ein fleißiger Schüler und machts bald große Fortschritte, so dass er auf dem Kontinent reisen und die Werke der Maler der Familie Carracci, Charles Le Brun, Nicolas Poussin, Paolo Veronese und anderer Maler studieren konnte. Diese hatten einen starken Einfluss auf seine Kunst und er begann, eine erlesene Sammlung ihrer Werke zusammenzustellen.
Die geräumigen Salons und Treppenhäuser der von Architekten wie Christopher Wren oder John Vanbrugh und anderen im italienischen Stil errichteten Villen in England boten viel Raum für die Kunst der Dekorationsmaler. Thornhill war insbesondere auf dem Gebiet der dekorativen Historienmalerei unter dem Einfluss der französischen Schule tätig und galt als einer der bedeutendsten englischen Vertreter des spätbarocken Stils. Er fertigte zahlreiche Zeichnungen als vorbereitende Studien für seine Gemälde an. Dabei war er sehr produktiv und erfinderisch, experimentierte mit unterschiedlichen Permutationen und Kombinationen derselben Elemente. Seite Zeichnungen führte er zumeist mit der Feder und monochromer Tusche aus. Stilistisch bilden sie einen Übergang zwischen Barock und Rokoko und ähneln jenen zeitgenössischer kontinentaler Dekorateure, die, wie Giovanni Antonio Pellegrini, Sebastiano Ricci oder Antonio Verrio, in England arbeiteten.
Nach seiner Rückkehr nach England fand Thornhill schnell eine Anstellung und wurde ein Rivale von Louis Laguerre. Nach Fertigstellung der Kuppel der St. Pauls-Kathedrale wurde, entgegen dem Plan von Sir Christopher Wren beschlossen, das Innere der Kuppel mit Gemälden zu schmücken. In einem Wettbewerb für diese Arbeiten setzte er sich mit seinem Entwurf gegen Laguerre durch und verzierte die Kuppel mit acht Bildnissen aus dem Leben des Apostels Paulus (monochrom, grau in grau). Königin  Anne wurde auf ihn aufmerksam und beauftragte ihn mit Arbeiten in den königlichen Palästen in Hampton Court, Greenwich und Windsor. Er fertigte Gemälde für die große Halle des Blenheim Palace, die Kapelle zu Wimpole, den „Queen Annes Bedroom“ im Hampton Court Palace und Easton Neston und malte auch Porträts und Landschaften. Thornhill wurde Hofmaler der Königin und hatte 1707 von ihr den Auftrag erhalten, die große Halle des Greenwich Hospitals zu dekorieren. Diese Arbeiten führte er zwischen 1708 und 1727 aus. Dabei wurde das Dekorationsschema im Laufe der Jahre erheblich verändert. Nach dem Tod der Königin wurden viele Darstellungen, die sich auf sie bezogen hatten durch Verweise auf König Georg I. ersetzt. Am 2. Mai 1720 schlug dieser Thornhill zum Knight Bachelor. Er war der erste Brite, der für seine künstlerischen Leistungen geadelt wurde.
Thornhill legte der Regierung einen Plan zur Gründung einer königlichen Malakademie vor, die trotz der Zustimmung von Charles Montagu an der Freigabe der finanziellen Mittel scheiterte. Daher wurde er 1711 einer der zwölf Direktoren der von Godfrey Kneller gegründeten Malakademie. In den 1720er Jahren kam es zur Abspaltung einer Gruppe von Künstlern unter Thornhill, der eine neue Akademie in der Nähe seines eigenen Hauses in der James Street, Covent Garden, gründete, die jedoch wenig Erfolg hatte. William Hogarth wurde dort sein Schüler, er heiratete später dessen Tochter und erwarb nach Thornhills Tod die Möbel dieser Akademie für die neu gegründete Akademie in St. Martin’s Lane.
Obwohl sich Thornhill oftmals über die Höhe der Bezahlung für seine Gemälde beschwerte, konnte er doch ein ansehnliches Vermögen aufbauen und den alten Familiensitz in Thornhill in Dorset zurückkaufen. Von 1722 bis 1734 war er Parlamentsabgeordneter für Melcombe Regis und schenkte der Kirche des Ortes ein Altarbild das „Das letzte Abendmahl“ darstellt. In seinen letzten Lebensjahren verblasste der Stern Thornhills zunehmend. Es gab kaum Aufträge für ihn, weil andere Künstler vom Adel favorisiert wurden.

## Familie
Thornhill war mit einer Frau namens Judith (* um 1873; † 12. November 1757) verheiratet und hatte zwei Kinder.
- John Thornhill, der seinem Vater kurz vor seinem Tod als Sergeant-Painter (Hofmaler) nachfolgte
- Jane Thornhill, die am 23. März 1729 heimlich in der Kirche von Old Paddington William Hogarth heiratete.

## Werkauswahl
- Sir Isaac Newton, Leinwand, 127 × 99 cm Cambridge, Trinity College.
- Ezechiel Spanheim, Leinwand, 124 × 102 cm Cambridge, Trinity College.
- Götterversammlung im Olymp, Leinwand, 46 × 52 cm London, Tate Gallery.
- Herakles, Leinwand, 107 × 71 cm Oxford, All Souls College.
- Odysseus, Leinwand, 107 × 71 cm Oxford, All Souls College.
- Detail of Queen Anne and Prince George, Royal Naval Hospital, Greenwich.
- George I and his Family, Royal Naval Hospital, Greenwich.
- Hercules defeating Calumny, Royal Naval Hospital, Greenwich.
- Pallas Athene mit den Allegorien von Frieden und Wohlstand, Leinwand, 183 × 287 cmLondon, Guildhall Art Gallery.

Das Victoria and Albert Museum besitzt mehrere Zeichnungen von Thornhill, die alle eine eher ungewöhnliche Farbgebung verwenden und römische Motive zeigen. Die Zeichnungen könnten Vorlagen für Dekorationen im Moor Park House (Moor Park, Hertfordshire) gewesen sein, wo acht eingefügte Bilder die heroischen Tugenden darstellten. Diese wurden um 1732 abmontiert und durch Gemälde von Jacopo Amigoni ersetzt.

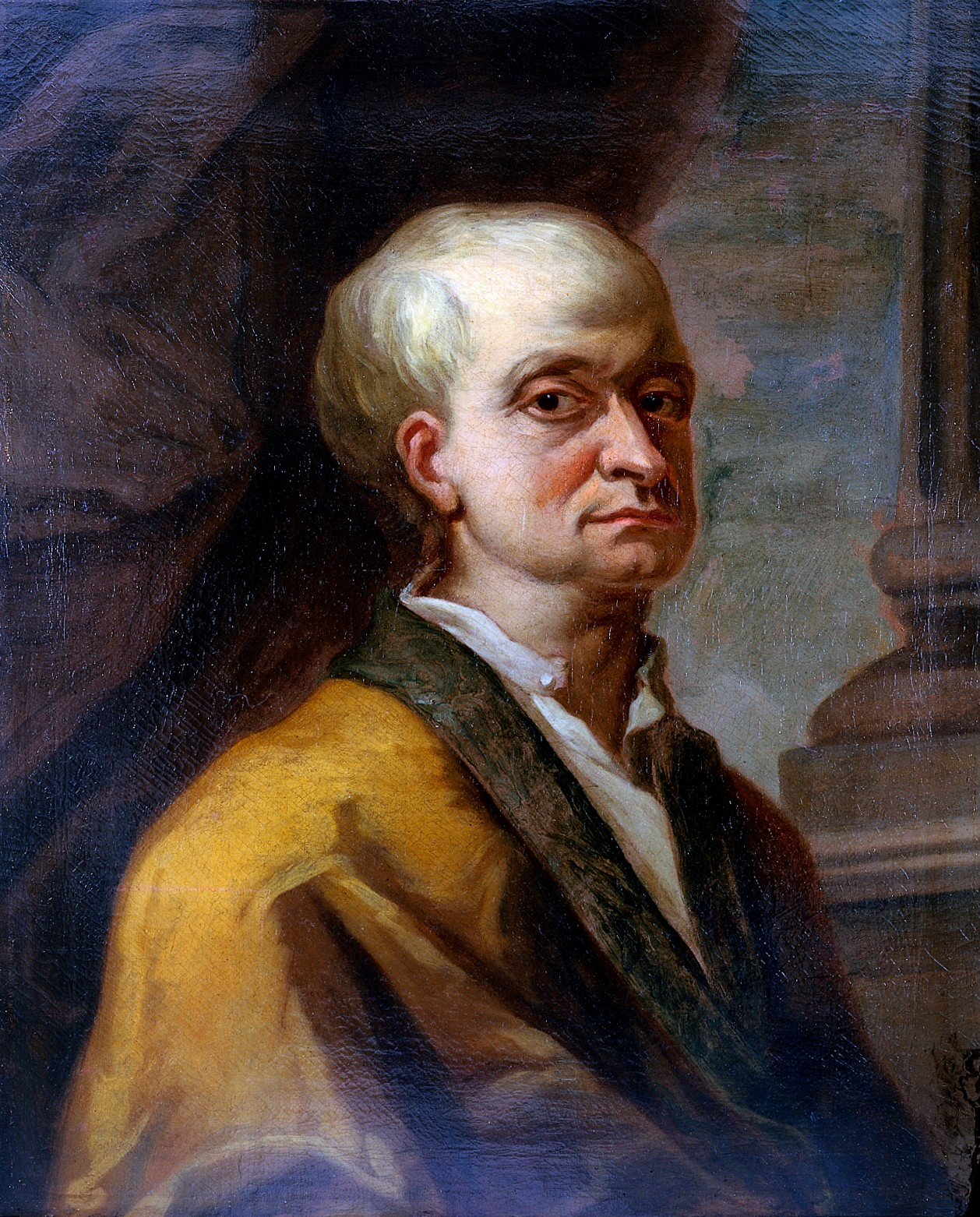
Sir Isaac Newton
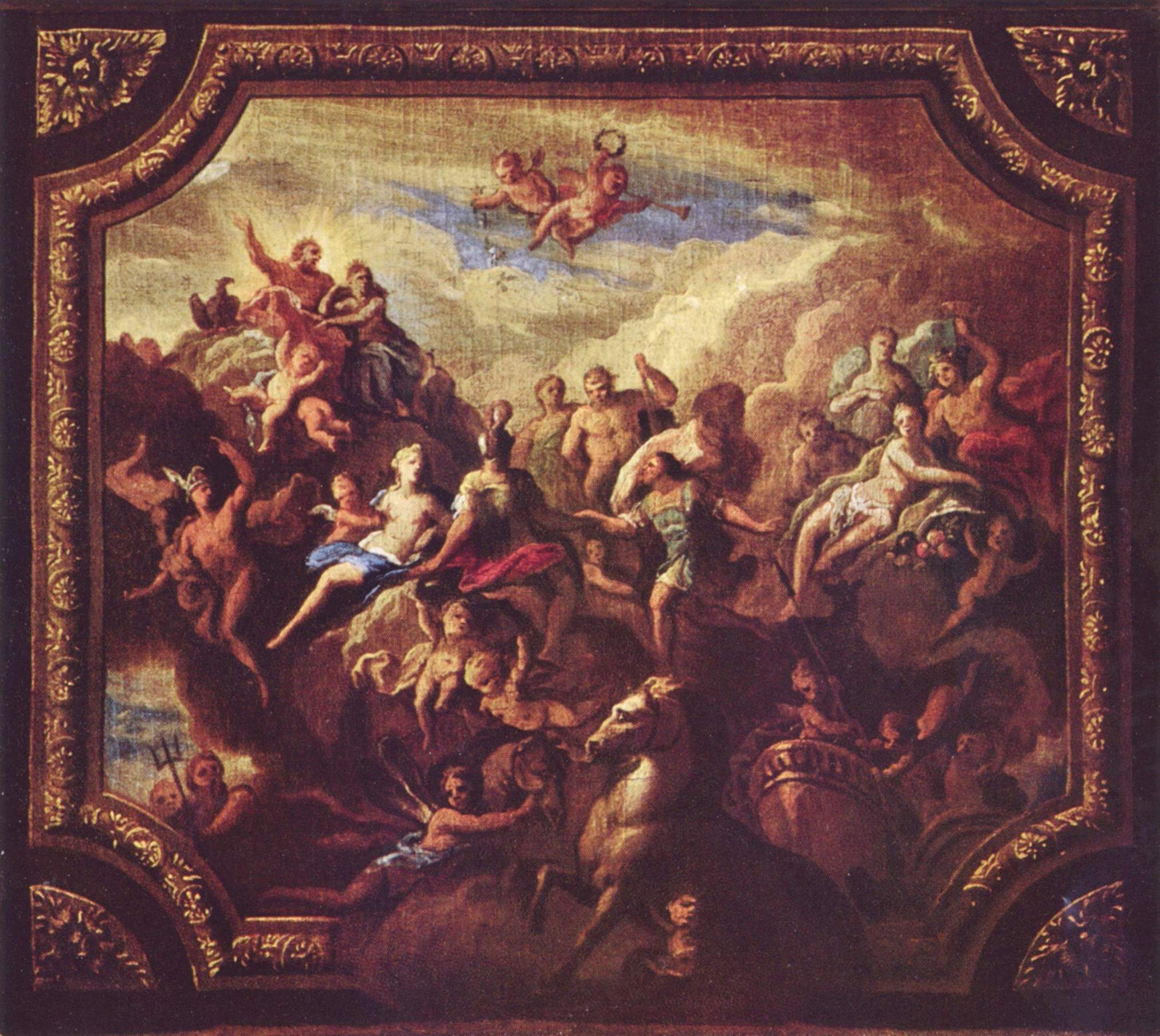
Götterversammlung im Olymp
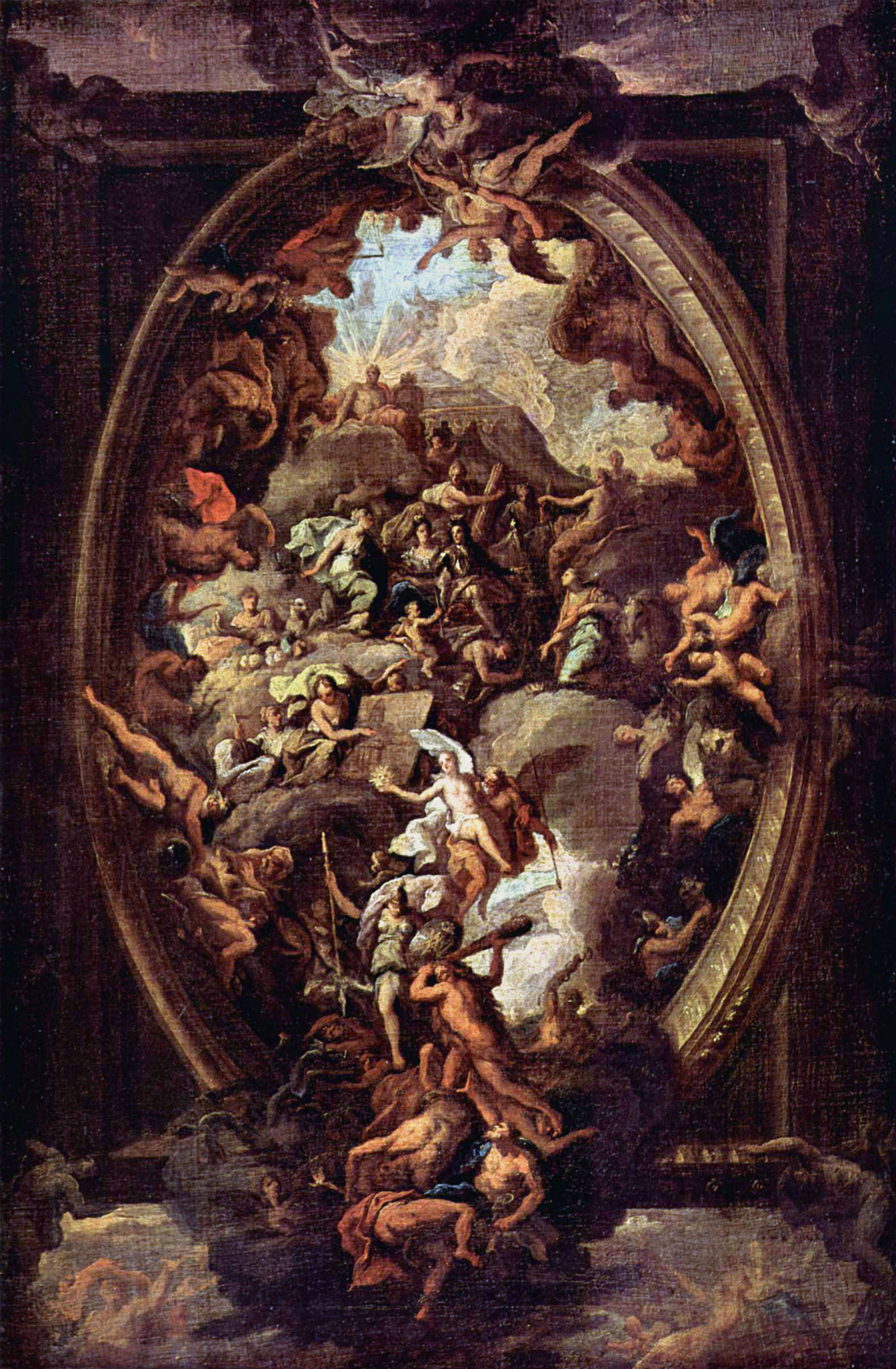
Entwurf zu einem Deckengemälde des Greenwich Hospital
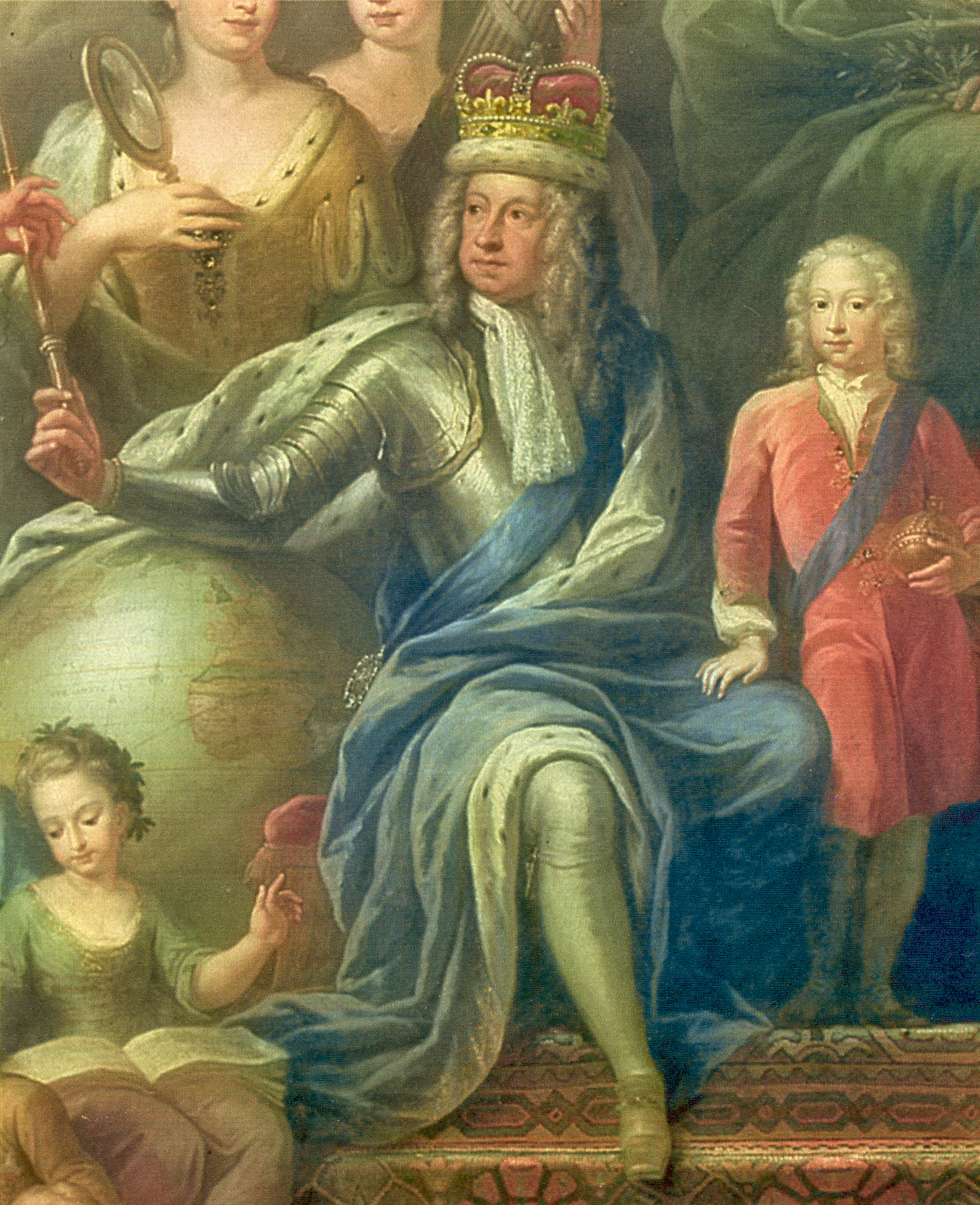
Detail aus einem Gemälde, König Georg I.